# Бреднер (Огайо)
Бреднер (англ. Bradner) — селище (англ. village) в США, в окрузі Вуд штату Огайо. Населення — 971 особа (2020).

## Географія
Бреднер розташований за координатами 41°19′26″ пн. ш. 83°26′11″ зх. д. / 41.32389° пн. ш. 83.43639° зх. д. (41.323884, -83.436366).  За даними Бюро перепису населення США в 2010 році селище мало площу 1,60 км², з яких 1,60 км² — суходіл та 0,01 км² — водойми.

## Демографія
Згідно з переписом 2010 року, у селищі мешкало 985 осіб у 388 домогосподарствах у складі 265 родин. Густота населення становила 615 осіб/км².  Було 445 помешкань (278/км²).
Расовий склад населення:
| - 97,2 % — білих - 0,4 % — чорних або афроамериканців - 0,3 % — азіатів - 0,1 % — корінних американців |

До двох чи більше рас належало 1,5 %. Частка іспаномовних становила 5,1 % від усіх жителів.
За віковим діапазоном населення розподілялося таким чином: 25,4 % — особи молодші 18 років, 63,0 % — особи у віці 18—64 років, 11,6 % — особи у віці 65 років та старші. Медіана віку мешканця становила 35,3 року. На 100 осіб жіночої статі у селищі припадало 102,7 чоловіків;  на 100 жінок у віці від 18 років та старших — 96,5 чоловіків також старших 18 років.
Середній дохід на одне домашнє господарство  становив 49 368 доларів США (медіана — 44 167), а середній дохід на одну сім'ю — 59 345 доларів (медіана — 54 313). Медіана доходів становила 39 896 доларів для чоловіків та 28 667 доларів для жінок. За межею бідності перебувало 7,5 % осіб, у тому числі 8,5 % дітей у віці до 18 років та 1,8 % осіб у віці 65 років та старших.
Цивільне працевлаштоване населення становило 464 особи. Основні галузі зайнятості: виробництво — 32,1 %, освіта, охорона здоров'я та соціальна допомога — 16,4 %, роздрібна торгівля — 10,3 %, мистецтво, розваги та відпочинок — 8,4 %.